# Équipe du Pérou de football à la Coupe du monde 1970
Pour sa deuxième participation en Coupe du monde, l'équipe du Pérou se hisse en quarts-de-finale de l'édition 1970 au Mexique.

## Éliminatoires
À la surprise générale, le Pérou termine en tête de la poule de qualification, devant l'Argentine - qui se retrouve éliminée - et revient en phase finale de la Coupe du monde après 40 ans d'absence. Le héros de cette qualification est l'attaquant Oswaldo Ramírez, auteur d'un doublé lors du match décisif contre l'Albiceleste à La Bombonera. À noter que l'arbitre de la rencontre, le Chilien Ricardo Hormazábal, refuse un but aux Argentins en toute fin de match.
| Rang | Équipe    | Pts | J | G | N | P | Bp | Bc | Diff |  | Résultats (▼ dom., ► ext.) |     |     |     |
| ---- | --------- | --- | - | - | - | - | -- | -- | ---- |  | -------------------------- | --- | --- | --- |
| 1    | Pérou     | 5   | 4 | 2 | 1 | 1 | 7  | 4  | +3   |  | Pérou                      |     | 3-0 | 1-0 |
| 2    | Bolivie   | 4   | 4 | 2 | 0 | 2 | 5  | 6  | -1   |  | Bolivie                    | 2-1 |     | 3-1 |
| 3    | Argentine | 3   | 4 | 1 | 1 | 2 | 4  | 6  | -2   |  | Argentine                  | 2-2 | 1-0 |     |

| 3 août 1969 | Pérou    | 1 - 0   | Argentine | Estadio Nacional, Lima                                   |                                                          |
|             | León 53e | (0 - 0) |           | Spectateurs : 43 147 Arbitrage : Ayrton Vieira de Moraes | Spectateurs : 43 147 Arbitrage : Ayrton Vieira de Moraes |

| 10 août 1969 | Bolivie                           | 2 - 1   | Pérou     | Estadio Hernando Siles, La Paz                   |                                                  |
|              | Álvarez 68e · Chumpitaz 79e (csc) | (0 - 0) | 52e Chale | Spectateurs : 20 670 Arbitrage : Sergio Chevelev | Spectateurs : 20 670 Arbitrage : Sergio Chevelev |

| 17 août 1969 | Pérou                                     | 3 - 0   | Bolivie | Estadio Nacional, Lima                               |                                                      |
|              | Cubillas 35e · Cruzado 40e · Gallardo 58e | (2 - 0) |         | Spectateurs : 43 148 Arbitrage : Guillermo Velasquez | Spectateurs : 43 148 Arbitrage : Guillermo Velasquez |

| 31 août 1969 | Argentine                | 2 - 2   | Pérou            | La Bombonera, Buenos Aires                          |                                                     |
|              | Albrecht 77e · Rendo 90e | (0 - 0) | 63e, 82e Ramírez | Spectateurs : 53 627 Arbitrage : Ricardo Hormazábal | Spectateurs : 53 627 Arbitrage : Ricardo Hormazábal |

## Préparation de l’évènement
De février à avril 1970, la FPF concocte jusqu'à 13 matchs amicaux de préparation pour cette Coupe du monde.
| 4 février 1970 | Pérou | 0 - 2 | Tchécoslovaquie | Lima |  |
|                |       |       |                 |      |  |

| 7 février 1970 | Pérou | 2 - 1 | Tchécoslovaquie | Lima |  |
|                |       |       |                 |      |  |

| 9 février 1970 | Pérou | 1 - 1 | Roumanie | Lima |  |
|                |       |       |          |      |  |

| 14 février 1970 | Pérou | 0 - 0 | Union soviétique | Lima |  |
|                 |       |       |                  |      |  |

| 20 février 1970 | Pérou | 0 - 2 | Union soviétique | Lima |  |
|                 |       |       |                  |      |  |

| 21 février 1970 | Pérou | 1 - 3 | Bulgarie | Lima |  |
|                 |       |       |          |      |  |

| 24 février 1970 | Pérou | 5 - 3 | Bulgarie | Lima |  |
|                 |       |       |          |      |  |

| 5 mars 1970 | Pérou | 0 - 1 | Mexique | Lima |  |
|             |       |       |         |      |  |

| 8 mars 1970 | Pérou | 1 - 0 | Mexique | Lima |  |
|             |       |       |         |      |  |

| 15 mars 1970 | Mexique | 3 - 1 | Pérou | Mexico |  |
|              |         |       |       |        |  |

| 18 mars 1970 | Mexique | 3 - 3 | Pérou | León |  |
|              |         |       |       |      |  |

| 31 mars 1970 | Uruguay | 2 - 0 | Pérou | Montevideo |  |
|              |         |       |       |            |  |

| 21 avril 1970 | Pérou | 3 - 0 | Salvador | Lima |  |
|               |       |       |          |      |  |

## Effectif
| Numéro / Nom       | Numéro / Nom        | Club                      | Date de naissance et âge* | J.              | Buts            |                 |                 |                 |
| Gardiens de but    | Gardiens de but     | Gardiens de but           | Gardiens de but           | Gardiens de but | Gardiens de but | Gardiens de but | Gardiens de but | Gardiens de but |
| ------------------ | ------------------- | ------------------------- | ------------------------- | --------------- | --------------- | --------------- | --------------- | --------------- |
| 01                 | Luis Rubiños        | Sporting Cristal          | 31 décembre 1940 (29 ans) | 4               | 0               | 0               | 0               | 0               |
| 12                 | Rubén Correa        | Universitario de Deportes | 25 juillet 1941 (28 ans)  | 0               | 0               | 0               | 0               | 0               |
| 21                 | Jesús Goyzueta      | Universitario de Deportes | 1er janvier 1947 (23 ans) | 0               | 0               | 0               | 0               | 0               |
| Défenseurs         |                     |                           |                           |                 |                 |                 |                 |                 |
| 02                 | Eloy Campos         | Sporting Cristal          | 31 mai 1942 (28 ans)      | 2               | 0               | 0               | 0               | 0               |
| 03                 | Orlando de la Torre | Sporting Cristal          | 21 novembre 1943 (26 ans) | 3               | 0               | 0               | 0               | 0               |
| 04                 | Héctor Chumpitaz    | Universitario de Deportes | 12 avril 1944 (26 ans)    | 4               | 1               | 0               | 0               | 0               |
| 05                 | Nicolás Fuentes     | Universitario de Deportes | 20 décembre 1941 (28 ans) | 4               | 0               | 0               | 0               | 0               |
| 14                 | José Fernández      | Sporting Cristal          | 14 février 1939 (31 ans)  | 1               | 0               | 0               | 0               | 0               |
| 16                 | Félix Salinas       | Universitario de Deportes | 11 mai 1939 (31 ans)      | 0               | 0               | 0               | 0               | 0               |
| Milieux de terrain |                     |                           |                           |                 |                 |                 |                 |                 |
| 06                 | Ramón Mifflin       | Sporting Cristal          | 5 avril 1947 (23 ans)     | 4               | 0               | 0               | 0               | 0               |
| 07                 | Roberto Chale       | Universitario de Deportes | 24 novembre 1946 (23 ans) | 4               | 1               | 0               | 0               | 0               |
| 08                 | Julio Baylón        | Alianza Lima              | 10 décembre 1947 (22 ans) | 2               | 0               | 0               | 0               | 0               |
| 11                 | Alberto Gallardo    | Sporting Cristal          | 28 novembre 1940 (29 ans) | 4               | 2               | 0               | 0               | 0               |
| 13                 | Pedro González      | Universitario de Deportes | 19 mai 1943 (27 ans)      | 2               | 0               | 0               | 0               | 0               |
| 15                 | Javier González     | Alianza Lima              | 11 mai 1939 (31 ans)      | 1               | 0               | 0               | 0               | 0               |
| 17                 | Luis Cruzado        | Universitario de Deportes | 6 juillet 1941 (28 ans)   | 2               | 0               | 0               | 0               | 0               |
| Attaquants         |                     |                           |                           |                 |                 |                 |                 |                 |
| 09                 | Pedro Pablo León    | Alianza Lima              | 26 mars 1943 (27 ans)     | 4               | 0               | 0               | 0               | 0               |
| 10                 | Teófilo Cubillas    | Alianza Lima              | 8 mars 1949 (21 ans)      | 4               | 5               | 0               | 0               | 0               |
| 18                 | José del Castillo   | Sporting Cristal          | 10 mai 1943 (27 ans)      | 0               | 0               | 0               | 0               | 0               |
| 19                 | Eladio Reyes        | Juan Aurich               | 8 janvier 1948 (22 ans)   | 1               | 0               | 0               | 0               | 0               |
| 20                 | Hugo Sotil          | Deportivo Municipal       | 18 mai 1948 (22 ans)      | 4               | 0               | 0               | 0               | 0               |
| 22                 | Oswaldo Ramírez     | Sport Boys                | 29 mars 1947 (23 ans)     | 2               | 0               | 0               | 0               | 0               |
| Sélectionneur      |                     |                           |                           |                 |                 |                 |                 |                 |
|                    | Didi                |                           | 8 octobre 1929 (40 ans)   |                 |                 |                 |                 |                 |

- NB : Les âges sont calculés au début de la Coupe du monde, le 31 mai 1970.

## Coupe du monde

### Premier tour – Groupe IV
Peu avant le tournoi, le Pérou est endeuillé par le séisme de 1970 à Ancash qui provoque 75 000 victimes. Les joueurs péruviens portent un brassard noir lors de leur premier match face à la Bulgarie. Menés 0-2 au début de la deuxième mi-temps, les Péruviens renversent le score et s'imposent 3-2, le but de la victoire étant l'œuvre de Teófilo Cubillas, âgé de 21 ans, milieu offensif qui fera parler de lui avec cinq buts marqués tout au long du tournoi. Il sera d'ailleurs élu « meilleur jeune joueur » à la fin de la compétition. Cette victoire, conjuguée avec un deuxième succès face au Maroc (3-0), ouvre les portes des quarts-de-finale à la Blanquirroja qui s'incline néanmoins devant l'Allemagne de l'Ouest lors du troisième match de poule (1-3).
| Classement final |                      |     |   |   |   |   |    |    |      |
|                  | Équipe               | Pts | J | G | N | P | BP | BC | Diff |
| 1                | Allemagne de l'Ouest | 6   | 3 | 3 | 0 | 0 | 10 | 4  | +6   |
| 2                | Pérou                | 4   | 3 | 2 | 0 | 1 | 7  | 5  | +2   |
| 3                | Bulgarie             | 1   | 3 | 0 | 1 | 2 | 5  | 9  | -4   |
| 4                | Maroc                | 1   | 3 | 0 | 1 | 2 | 2  | 6  | -4   |

| 2 juin 1970 | Pérou | 3 - 2   | Bulgarie | Estadio Nou Camp, León                             |                                                    |
| 16:00       | Gallardo 50e · Chumpitaz 55e · Cubillas 73e                                                                                            | (0 - 1) | 13e Dermendzhiev · 49e Bonev | Spectateurs : 13 765 Arbitrage : Antonio Sbardella | Spectateurs : 13 765 Arbitrage : Antonio Sbardella |
| 16:00       | Rapport |         | | Spectateurs : 13 765 Arbitrage : Antonio Sbardella | Spectateurs : 13 765 Arbitrage : Antonio Sbardella |
| 16:00       | Rubiños - Campos ( 29e J. González), de la Torre, Chumpitaz , Fuentes - Mifflin, Chale - Baylón ( 51e Sotil), Cubillas, León, Gallardo | Équipes | Simeonov - Shalamanov, Dimitrov , Davidov, Aladzhov - Bonev ( 73e Asparoukhov), Penev, Yakimov - Popov ( 59e Marashliev), Jekov, Dermendzhiev | Spectateurs : 13 765 Arbitrage : Antonio Sbardella | Spectateurs : 13 765 Arbitrage : Antonio Sbardella |

| 6 juin 1970 | Pérou | 3 - 0   | Maroc | Estadio Nou Camp, León                           |                                                  |
| 16:00       | Cubillas 65e, 75e · Chale 67e | (0 - 0) | | Spectateurs : 13 537 Arbitrage : Tofik Bakhramov | Spectateurs : 13 537 Arbitrage : Tofik Bakhramov |
| 16:00       | Rapport |         | | Spectateurs : 13 537 Arbitrage : Tofik Bakhramov | Spectateurs : 13 537 Arbitrage : Tofik Bakhramov |
| 16:00       | Rubiños - P. González, de la Torre, Chumpitaz , Fuentes - Mifflin ( 56e Cruzado), Chale - Sotil, León, Gallardo ( 76e Ramírez), Cubillas | Équipes | Benkassou - Lamrani, Benkhrif ( 66e Fadili), Khanoussi , Slimani - Mahroufi, Bamous, El Filali, Ghandi ( 81e Alaoui) - Ghazouani, Jarir | Spectateurs : 13 537 Arbitrage : Tofik Bakhramov | Spectateurs : 13 537 Arbitrage : Tofik Bakhramov |

| 10 juin 1970 | Allemagne de l'Ouest | 3 - 1   | Pérou | Estadio Nou Camp, León                                 |                                                        |
| 16:00        | Müller 19e, 26e, 39e | (3 - 1) | 44e Cubillas | Spectateurs : 17 875 Arbitrage : Abel Aguilar Elizalde | Spectateurs : 17 875 Arbitrage : Abel Aguilar Elizalde |
| 16:00        | Rapport |         | | Spectateurs : 17 875 Arbitrage : Abel Aguilar Elizalde | Spectateurs : 17 875 Arbitrage : Abel Aguilar Elizalde |
| 16:00        | Maier - Vogts, Schnellinger, Fichtel, Höttges ( 46e Patzke) - Löhr, Beckenbauer, Overath, Seeler - Müller, Libuda ( 75e Grabowski) | Équipes | Rubiños - P. González, de la Torre, Chumpitaz , Fuentes - Mifflin, Chale ( 72e Cruzado) - Sotil, León ( 56e Ramírez), Gallardo, Cubillas | Spectateurs : 17 875 Arbitrage : Abel Aguilar Elizalde | Spectateurs : 17 875 Arbitrage : Abel Aguilar Elizalde |

### Quart de finale
Le sélectionneur brésilien du Pérou, Valdir Pereira « Didi », surprend en commençant la rencontre avec deux joueurs clés de la phase de groupes assis sur le banc des remplaçants: Hugo Sotil et Orlando de la Torre. Le Brésil mène rapidement avec deux buts inscrits au quart d'heure de jeu avant qu'Alberto Gallardo ne réduise le score à la 28e min. En deuxième mi-temps un but de Teófilo Cubillas ne peut empêcher la victoire finale de la Canarinha (4-2). Ce match, résolument tourné vers l'offensive, est entré dans la légende du Mondial au point que le site Goal.com l'a classé dans le top 10 des meilleurs matchs de l'histoire de la Coupe du monde.
| 14 juin 1970 | Brésil | 4 - 2   | Pérou | Estadio Jalisco, Guadalajara                  |                                               |
| 12:00        | Rivelino 11e · Tostão 15e, 52e · Jairzinho 75e                                                                                                  | (2 - 1) | 28e Gallardo · 70e Cubillas | Spectateurs : 54 270 Arbitrage : Vital Loraux | Spectateurs : 54 270 Arbitrage : Vital Loraux |
| 12:00        | Rapport |         | | Spectateurs : 54 270 Arbitrage : Vital Loraux | Spectateurs : 54 270 Arbitrage : Vital Loraux |
| 12:00        | Félix - Carlos Alberto , Brito, Piazza, Marco Antônio - Clodoaldo, Gérson ( 67e Paulo César) - Jairzinho ( 80e Roberto), Tostão, Pelé, Rivelino | Équipes | Rubiños - Campos, Fernández, Chumpitaz , Fuentes - Mifflin, Chale - Baylón ( 54e Sotil), León ( 61e Reyes), Cubillas, Gallardo | Spectateurs : 54 270 Arbitrage : Vital Loraux | Spectateurs : 54 270 Arbitrage : Vital Loraux |